# Icteranthidium aurantiacum
Icteranthidium aurantiacum är en biart som beskrevs av Pasteels 1969. Icteranthidium aurantiacum ingår i släktet Icteranthidium och familjen buksamlarbin. Inga underarter finns listade i Catalogue of Life.